# Bettir

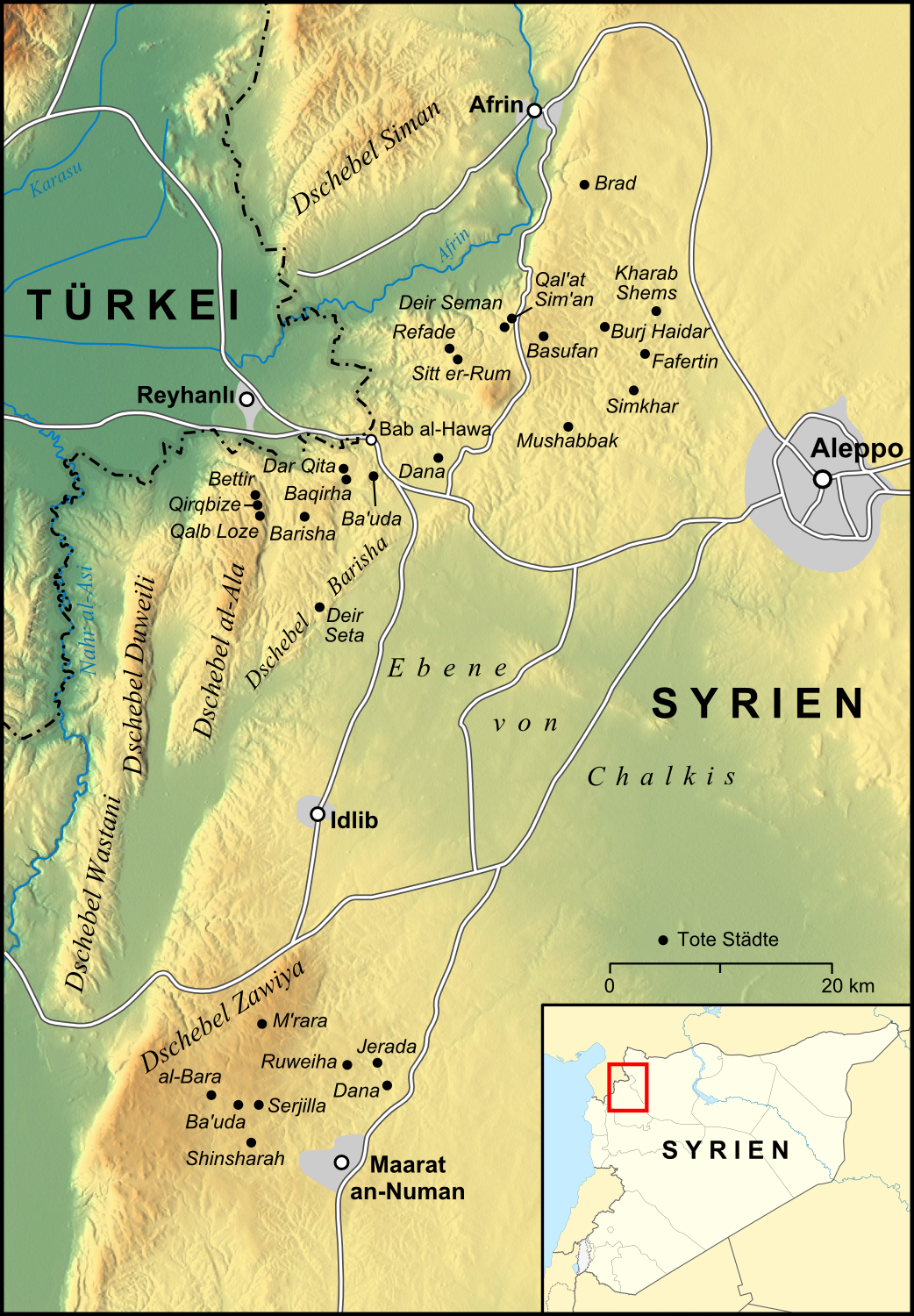
Übersichtskarte

Bettir ist ein kleines Dorf im Nordwesten von Syrien im Gebiet der Toten Städte, dessen Ruinenfeld aus frühbyzantinischer Zeit die Reste einer der frühesten Weitarkadenbasiliken enthält.
Bettir liegt auf knapp 700 Meter Höhe im Gouvernement Idlib auf der Hochlage des Dschebel il-Ala, einer abgelegenen Hügelregion im westlichen mittleren Teil des nordsyrischen Kalksteinmassivs, wenige Kilometer von der türkischen Grenze entfernt. Der Ort liegt zwei Kilometer nördlich von Qalb Loze und nahe bei der frühbyzantinischen Siedlung Qirqbize auf demselben karstigen Höhenrücken, der ferner die antiken Ruinenstätte Behyo und Benebil beheimatet. Im Nachbarort Berriš Nord wurde Ende des 6. Jahrhunderts die letzte Kirche auf dem Dschebel il-Ala eingeweiht.
Die Geschichte des Ortes reicht bis in die römische Zeit des 3. Jahrhunderts n. Chr. zurück, die meisten Wohnhäuser wurden zwischen dem 4. und 6. Jahrhundert gebaut. Die einzige, in den Ruinen erkennbare Kirche war eine dreischiffige Weitarkadenbasilika, deren inschriftliches  Datum der Fertigstellung im Jahr 471 zur Datierung der berühmteren Basilika von Qalb Loze herangezogen wird. Die kleine Kirche von Bettir mit zwei Säulen je Mittelschiffhochwand ahmte die größere Basilika nach, für die deshalb eine Bauzeit bis um 470 angenommen wird. Qalb Loze diente auch als Vorbild für das wenig später entstandene Qal’at Sim’an.
Die Kirche von Bettir folgt dem üblichen Bauplan der frühen syrischen Kirchen: Eine halbrunde Apsis im Osten wurde außen von einer geraden Wand abgeschlossen. Zu beiden Seiten der Apsis befand sich ein rechteckiger Nebenraum, der südliche von beiden diente wie in Qalb Loze als Martyrion (Reliquienkammer).
Die Ruinen des Ortes sind schlecht erhalten. Von der Kirche stehen der mittlere Teil der Ostwand bis zum Ansatz des Giebels, die Außenwände im Bereich des Martyrions bis zur östlichen Tür der Südwand mit kleinen Rundbogenfenstern und ein Teil der anschließenden Umfassungsmauer des vor der Südwand gelegenen Temenos.
Das Gelände wurde erstmals 1899 von Howard Crosby Butler grob untersucht, eine detaillierte Bauaufnahme nahm Georges Tchalenko 1939 und 1970 vor. Peter Großmann ergänzte 1973 die Pläne. Jean Luc Biscop und Jean-Pierre Sodini gelang 1984 der Nachweis eines einschiffigen Vorläufers der Kirche.